# Spilogona seticaudalis
Spilogona seticaudalis är en tvåvingeart som beskrevs av Huckett 1965. Spilogona seticaudalis ingår i släktet Spilogona och familjen husflugor. Inga underarter finns listade i Catalogue of Life.